# Experiências de Montreal
As experiências de Montreal foram uma série de experiências, inicialmente destinados a tratar a esquizofrenia, mudando as memórias e apagando os pensamentos dos pacientes usando o método de "direção psíquica" de Donald Ewen Cameron, bem como induzido o sono através de drogas, eletroconvulsoterapia, privação sensorial e Clorpromazina. As experiências foram conduzidas no Instituto Allan Memorial da Universidade McGill entre 1957 e 1964 pelo psiquiatra escocês Donald Ewen Cameron e financiadas pela CIA como parte do Projeto MKUltra, que durou até 1973 e só foi revelado ao público em 1975.
Os pacientes desta experiência, que foram principalmente diagnosticados com depressão ou esquizofrenia, esperavam mudanças positivas com o tratamento de Cameron. No entanto, esses pacientes sofreram gravemente em condições que vão contra os direitos humanos. Não apenas os pacientes, mas também as suas famílias apresentam efeitos duradouros na sua saúde mental. Alguns desses sintomas incluem amnésia retrógrada, bem como deficiências nas habilidades da vida diária, como autocuidado.
Até hoje, o tópico das experiênias de Montreal tem sido ocultado pela CIA, que ativamente impede que informações sobre esses experimentos sejam expostas para o público, seja por meio da destruição de arquivos ou assinatura deacordos de confidencialidade.

## Donald Ewen Cameron

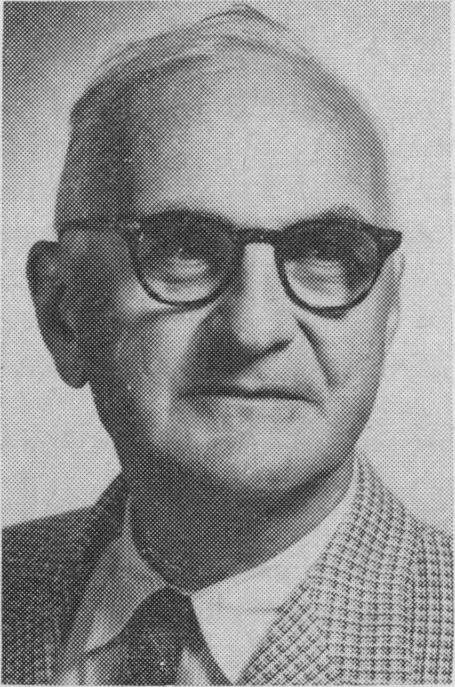
Donald Ewen Cameron, por volta de 1967

Donald Ewen Cameron foi a figura chave nas experiências de Montreal.
Cameron nasceu a 24 de dezembro de 1901 na Escócia e formou-se na Universidade de Glasgow em 1924. Em 1929 mudou-se para o Canadá, onde trabalhou no Brandon Mental Hospital em Manitoba como médico responsável. Em 1938 ele recebeu o seu diploma em psiquiatria e tornou-se professor de neurologia e psiquiatria na Universidade de Albany e iniciou as suas pesquisas sobre privação sensorial e memória.
Em 1953, ele desenvolveu a sua teoria da "condução psíquica" para curar a esquizofrenia, que mais tarde usou nos seus pacientes no Projeto MKUltra, com o codinome "Subprojeto 68" para o qual foi recrutado pela CIA em 1957. Ele recebeu $69.000 por meio da empresa de fachada “Society for the Investigation of Human Ecology” de 1957 a 1964 para realizar essas experiências, bem como "mais de $500.000 entre 1950 e 1965" do governo federal. De repente, ele deixou o projeto quatro anos antes do fim do seu contrato.
Em 1961, ele se tornou presidente da Associação Mundial de Psiquiatria, depois de já ter sido presidente da Associação Americana de Psiquiatria e da Associação Canadense de Psiquiatria.
Em 1967 Cameron morreu devido a um ataque cardíaco.

## Tratamento
Com o objetivo de induzir mudanças ao longo da vida em humanos, Cameron usou diferentes métodos para despadronizar e repadronizar o cérebro. Os procedimentos incluíram condução psíquica, sono induzido por medicação, terapia eletroconvulsiva intensiva, privação sensorial e administração do neuroléptico Clorpromazina.
Sono Induzido por Medicação
Cameron usou doses de Clorpromazina para colocar os seus pacientes num coma artificial.
O sono induzido por drogas, que ocorria no “quarto de dormir”, geralmente durava de alguns até 86 dias; mais do que o esperado pelos pacientes. Cameron costumava combinar os períodos de sono com injeções de drogas alucinógenas (por exemplo LSD), bem como a administração de eletrochoques e a reprodução de mensagens pré-gravadas nos ouvidos dos pacientes.
Eletroconvulsoterapia (ECT)

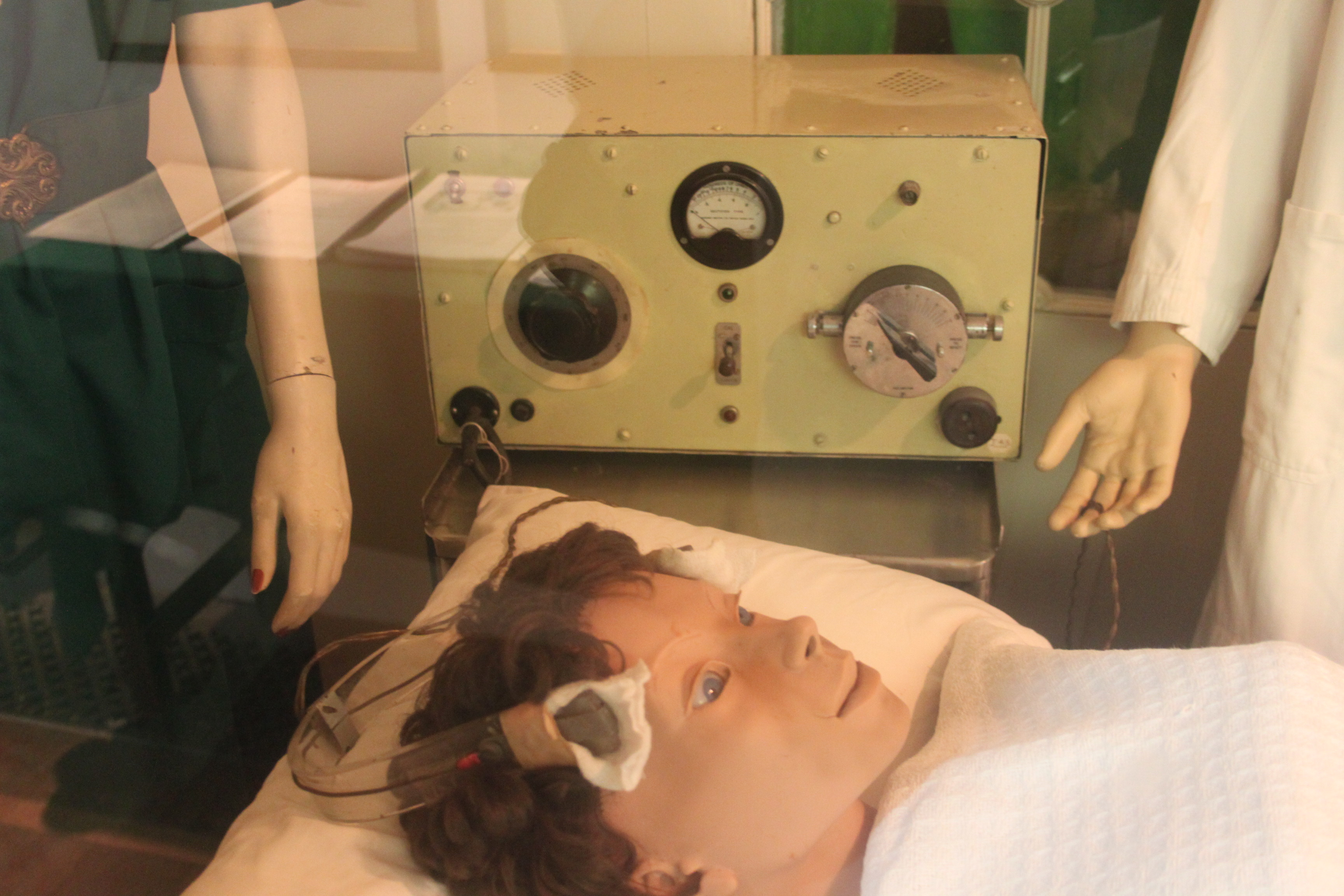
Terapia eletroconvulsiva

A eletroconvulsoterapia (também chamada de terapia de eletrochoque) é um procedimento usado para tratar distúrbios psicológicos como a depressão resistente a tratamento.
Outra forma de despadronizar o cérebro era a partir de eletroconvulsoterapia intensiva. Normalmente, eram solicitadas 2 a 3 sessões diárias, consistindo de seis choques de 150 volts com duração de um segundo. Após 30-40 sessões diárias, Cameron reduziu progressivamente as sessões e terminou o tratamento após um programa de acompanhamento de dois anos com uma sessão por mês.
Privação sensorial
Inspirado pela experiência de Donald Hebb sobre privação sensorial e cognição humana, Cameron incluiu essas técnicas no seu programa de tratamento. Os pacientes foram privados dos seus sentidos cobrindo as orelhas, os olhos e/ou a pele. Além disso, os pacientes recebiam pouca comida, água e oxigénio e, em vez disso, eram injetados com drogas (LSD, curare) para mantê-los paralisados.
Condução Psíquica
Para reprogramar o cérebro, os pacientes tiveram que ouvir repetidamente gravações específicas de Cameron. Esse processo acontecia por até 16 horas por dia e, durante todo o período, as mensagens podiam ser repetidas até meio milhão de vezes ao todo. Nos primeiros dez dias, as gravações continham mensagens pessoais negativas, seguidas de dez dias de mensagens positivas.
A ansiedade que surgia nos pacientes era combatida com altas doses de medicamentos sedativos como o Amorbarbital e o Clorpromazina

## Pacientes
Não se sabe quantas pessoas participaram exatamente das Experiências de Montreal, mas mais de 300 pessoas solicitaram uma compensação em 1992 com o governo canadense. Os participantes da experiência tinham principalmente problemas de saúde mental, como depressão e esquizofrenia, e esperavam ser tratados para essas doenças por Donald Ewen Cameron. Nenhum deles deu consentimento informado para os procedimentos, ou estava ciente das experiências que estavam a ser realizadas. Essa foi uma violação extrema do Código de Nuremberg, um código de ética criado após a Segunda Guerra Mundial. Crianças e adultos de diversas origens sociais foram tratados, a maioria por até três anos.
Os participantes frequentemente sofreram de amnésia retrógrada pelo resto das suas vidas e tiveram que reaprender a maioria das habilidades que possuíam. Muitos estavam num estado infantil e até mesmo tiveram que ser ensinados a usar um penico. A família descreveu-os como ainda mais emocionalmente instáveis do que antes e alguns deles foram incapazes de viver uma vida normal depois. Um desses pacientes foi Jean Steel, cuja filha disse que nunca mais voltou a ser a mesma mulher. Jean sentava-se sozinha no escuro, escrevia códigos nas paredes e, segundo a sua filha, "as suas emoções foram despojadas. Isso tirou-lhe alma."

## Pós-experiências
O Projeto MKUltra terminou oficialmente em 1973, na época em que o escândalo Watergate foi revelado, e o diretor da CIA na época, Richard Helms, ordenou a destruição de todos os documentos pertencentes à experimentação.
Não foi até 1975 que o público no geral foi informado sobre a extensão da interferência da CIA, em grande parte devido ao envolvimento do Comitê da Igreja, que foi encarregado de investigar "até que ponto é que eram, se foram, realizadas atividades ilegais, impróprias ou antiéticas por qualquer órgão do Governo Federal," tarefa evidentemente dificultada pela destruição dos documentos.
Durante a audiência no Senado de 1977 sobre o MKUltra, o senador Edward “Ted” Kennedy pediu a revelação de todos os documentos relativos ao MKUltra, dizendo que “a melhor maneira de deixar esse período para trás, obviamente, é tendo todas as informações...” A Audiência do Senado também permitiu que o Diretor da CIA da época, Stansfield Turner, fizesse a sua declaração preparada e elaborasse sobre a descoberta de sete caixas de informações relacionadas ao Projeto MKUltra, a maioria das quais consistia em "aprovações para adiantamento de fundos, vouchers, contas e similares - a maioria dos quais não são muito informativos quanto à natureza das atividades realizadas." Isso tornou muito difícil avaliar a extensão do envolvimento da CIA com as Experiências de Montreal.
Mais informações foram reveladas no documentário da série canadense CBC “The Fifth Estate”. Em 1980, eles lançaram um primeiro episódio sobre o Projeto MKUltra, que continha não apenas o testemunho de dois pacientes canadenses que haviam se submetido ao tratamento falando pela primeira vez, mas também a revelação de que Ottawa ajudara a suprimir informações de que os funcionários da CIA tinham pedido desculpas ao governo canadense após a revelação inicial da experimentação. O segundo episódio, lançado em 2017, foca na luta atual das vítimas para serem indemnizadas, os obstáculos postos para impedi-las de falar sobre as suas experiências e os esforços da CIA e do governo canadense para manter o seu envolvimento oculto. Mencionados em particular são um acordo de ação coletiva feito pelas vítimas contra a CIA em 1988, que ganharam, recebendo 67.000 dólares cada, e uma compensação de 1992 do governo canadense, em que 77 indivíduos receberam 100.000 dólares cada, mas que retirou o seu direito de processar o governo ou o hospital. Essa indemnização não se estendeu a 250 outras vítimas, negadas por não terem sido "torturadas o suficiente, aplicadas tarde demais ou por não terem podido produzir prontuários".
Até hoje, nem o governo canadense nem a CIA emitiram desculpas formais pelo seu envolvimento e financiamento do Projeto MKUltra ou das experiências de Montreal. Em 2017, o governo canadense chegou a um acordo extrajudicial com a filha de um dos pacientes, pagando 100.000 dólares americanos em troca de desistir do processo judicial e assinando um acordo de sigilo que a impediria de falar sobre o assentamento.

## Criticismo
Não há evidências claras do que realmente aconteceu durante as Experiências de Montreal. Nenhum dos arquivos pessoais de Cameron sobre as suas experiências sobreviveu. Outros documentos que iriam a verificar as Experiências de Montreal não existem mais ou ainda estão classificados. A maioria das informações sobre as experiências está enraizada em relatórios de pacientes, especialmente nos seus diários ou relatórios judiciais.